# Gévrise Émane
Gévrise Émane, född den 27 juli 1982 i Yaoundé, Kamerun, är en fransk judoutövare.
Hon tog OS-brons i damernas halv mellanvikt i samband med de olympiska judotävlingarna 2012 i London.